# Ударное (Сахалинская область)
Уда́рное — село в Углегорском муниципальном районе Сахалинской области России. Входит в состав Шахтёрского городского поселения.

## История
В 1935 году в населённом пункте проживало 4250 жителей. До 1945 года село принадлежало японскому губернаторству Карафуто и называлось Тайхэй (яп. 大平). После передачи Южного Сахалина СССР село 15 октября 1947 года получило современное название. При этом, местные жители-шахтёры предлагали назвать посёлок Советский.

## География
Село находится на расстоянии 7 км к северо-востоку от города Углегорск, административного центра района.

## Население
| 1959 | 1970  | 1979  | 1989  | 2002 | 2010 | 2013 |
| ---- | ----- | ----- | ----- | ---- | ---- | ---- |
| 5849 | ↘4727 | ↘3268 | ↘1089 | ↘550 | ↘83  | ↘13  |
| 2021 |       |       |       |      |      |      |
| ↘8   |       |       |       |      |      |      |